# Cerceis bicarinata
Cerceis bicarinata là một loài chân đều trong họ Sphaeromatidae. Loài này được Barnard miêu tả khoa học năm 1936.